# Nobuko Cučiuraová
Nobuko Cučiuraová (japonsky: 土浦 信子 Cučiura Nobuko, rozená Jošinová; 22. září 1900 Tokio – 11. prosince 1998 Tokio) byla japonská architektka. Byla spoluarchitektkou Franka Lloyda Wrighta, průkopnice moderní architektury ve své rodné zemi. Narodila se v Hongo v Tokiu. 

## Životopis
Její otec Sakuzó Jošino byl významný politolog, díky němuž se seznámila s architektem Kamekim Cučiurou a provdala se za něj.
Nobuko Cučiuraová začala pracovat se svým manželem jako učednice architekta Franka Lloyda Wrighta při stavbě hotelu Imperial v Japonsku v roce 1921. Poté odjela do Wisconsinu ve Spojených státech s touhou stát se architektkou, protože v té době byla v Japonsku tato profese pro ženy nepřístupná.
Nobuko a její manžel se tři roky vzdělávali v ateliéru Franka Lloyda Wrighta. Tam se podílela na vývoji perspektiv a měla na starosti Wrightovu uměleckou sbírku, a proto se jí mezi jejími nejbližšími přezdívalo Big Little Knob (Velký malý knoflík). Podílela se také na stavbě několika rezidencí v Kalifornii, pro které bylo charakteristické použití škvárových nebo „textilních bloků”, jako například Millard House, který později ovlivnil její vlastní návrhy.
Po dlouhém turné po Spojených státech se oba vrátili do Tokia.
V roce 1933 se manželé stali první dvojicí japonských architektů a otevřeli si vlastní kancelář. Navrhovali především obytnou architekturu. Účastnili se také různých soutěží a experimentovali s nábytkem.  
Do poloviny poloviny roku 1930 dokončili více než dvacet soukromých projektů domů, včetně svých vlastních (Gotanda, 1931 a Meguro, 1935). V tomto období spolupracovali s československým architektem Bedřichem Feuersteinem. Své představy o moderní architektuře spojili ve dvou soutěžích: kulturní centrum Saito Kaikan (Sendai, 1929) a budova Čikatecu (Tokio, 1929). Nobuko pro něj vytvořila vše od generálního plánu až po návrh oken, a přestože nebyl nikdy postaven, získal cenu 200 jenů.
V jehí nejvýznamnějším díle – domě Cučiura v Meguru – se v kompozici bílých objemů, hlubokých okapů a velkých oken projevil vliv Wrighta a mezinárodního moderního stylu. Dvojitá výška centrálního vnitřního prostoru domu odkazovala na mistrovské zvládnutí vzájemně propojených prostorů.
Navzdory těmto vlivům se studio Cučiura postupně přizpůsobovalo svému kontextu. Za tímto účelem nahradili textilní blokovou konstrukci systémem suché výstavby (sádrokarton v dřevěném rámu) a experimentovali také s různými izolačními materiály. Usilovali o standardizaci materiálů a zlepšení efektivity budov s ohledem na klima a místní hospodářský rozvoj své země.
Dalšími jejími projekty byly: Janai nebo Tanii House (1930, v překladu: Dům v údolí), Owaki House, (1930, v překladu: Dlouhý dům), Ginza Tokuda Building (1933, Tokio; zbořeno), Noomija (Tokio, 1936–1960, zbořeno), Hotel Gora, (Hakone, 1938; zbořeno) Ginza Šinepatosu, (Tokio, 1952, zbořeno) a Asahi House (1929), přičemž poslední z nich navrhla architektka sama.
Nobuko se zajímala o způsob, jakým uživatelé obývají své budovy, a proto se věnovala především interiérovému designu. Snažila se reagovat na rigidní a tradiční životní prostředí žen v domácnosti, které měly na starosti domácí práce. Vysvětlila, že díky zavedení určitých vylepšení, jako jsou instalace, zásobování vodou a vytápění, bylo možné žít bez zaměstnance, který by se staral o domácnost. Jeho vize byla v té době pro širokou veřejnost novátorským přístupem. Díky tomu se stala propagátorkou nového způsobu života a byla citována v mnoha publikacích.
V roce 1937 Nobuko opustila architekturu jako svou hlavní činnost a založila Ladies’ Photo Club (Dámský fotoklub), aby se mohla věnovat fotografii a abstraktnímu umění. Podle tehdejší ideologie se zdálo, že fotografie je pro ženu vhodnější než stavba. Prostřednictvím klubu publikovala fotografie pořízené během svého pobytu v Číně, kde působila během druhé světové války (1940–1943).
Po této pauze její ateliér obnovil profesionální praxi a v roce 1953 přijal první absolventku architektury: Nobuko Ogawu.
Zemřela 22. prosince 1990.

## Odkaz
Přestože velká část odkazu Nobuko Cučiury zanikla a většina jejích děl byla zapsána pod jménem jejího manžela, její žákyně Nobuko Ogawa vydala v roce 2001 knihu Big Little Nob. Student of Frank Lloyd Wright Woman Architect Nobuko Tsuchiura (Big Little Nob. Žákyně Franka Lloyda Wrighta architektka Nobuko Cučiuraová), v níž vyzdvihuje její práci a spolupráci při zavádění moderní architektury v její zemi.